# Metoden
Metoden (El recurso del método) är en roman av den kubanske författaren Alejo Carpentier utgiven 1974. Den utkom i svensk översättning 1979.
Metoden är en diktatorsroman som skildrar en fiktiv latinamerikansk diktator med drag av verkliga tyranner som Porfirio Díaz, Gerardo Machado, Manuel Estrada Cabrera och Rafael Leonidas Trujillo. Titeln syftar på Descartes och hans skrift Discours de la méthode, Samtal om metoden.
Romanen har karakteriserats som att på samma gång vara en historisk roman, en latinamerikansk pikaresk, en politisk satir och en diktatorsroman. Handlingen följer på nära håll den "Högste ämbetsmannens" öden under de sista åren av hans liv. Han vistas helst i Paris och lämnar endast sin luxuösa våning när någon av hans gamla rådgivare eller motståndare höjer upprorsfanan. Han framställs som en oerhörd konstnjutare och litteraturälskare samtidigt som han är en självförgudande och brutal tyrann. Berättarstilen är karakteristisk för Carpentiers kända barockstil med långa partier som omväxlande är monologer av diktatorn själv och skildringar i tredje person ur författarens egen synvinkel.

## Källa
Mjöberg, Jöran (1988). ”Alejo Carpentiers revolutionsromaner”. Latinamerikanska författare. Norstedts. sid. 109-114. ISBN 91-1-873532-0